# Miloš Jakeš
Miloš Jakeš (nascido em 12 de agosto de 1922 - falecido em 10 de julho de 2020) foi secretário-geral do Partido Comunista da Checoslováquia de 1987 até 1989. Ele renunciou ao cargo no final de novembro de 1989, durante a chamada "Revolução de Veludo".

## Vida
Jakeš nasceu em České Chalupy próximo a České Budějovice. Cresceu em uma família pobre na aldeia fronteiriça de Šumava antes de trabalhar na fábrica de sapatos Bata em Zlín entre 1937 e 1950. Ingressou no Partido Comunista da Checoslováquia após a Segunda Guerra Mundial, logo ascendendo nas fileiras do partido. Em 1955, começou seus estudos em Moscou e, depois de obter seu diploma em 1958, sua carreira continuou sem interrupção, mesmo durante o período da Primavera de Praga de 1968. Após a invasão soviética, Jakeš apoiou a facção linha dura tornando-se um dos principais iniciadores dos expurgos políticos realizados em nome da "normalização".
Após a destituição de Gustáv Husák em uma reunião dramática do partido em dezembro de 1987, Jakeš foi nomeado para o cargo de Secretário Geral pelas várias facções dentro do Partido Comunista da Checoslováquia. Depois de sua ascensão ao poder, Jakeš começou a promover-se como um reformador defendendo verbalmente o conceito de "perestroika". No entanto, tentou seguir uma política de reformas econômicas tímidas, fracamente em sintonia com a perestroika de Mikhail Gorbachev. Apesar da tentativa do Partido Comunista para apaziguar a demanda do público pela reforma, Jakeš permaneceu opondo-se ferreamente a qualquer diálogo com o crescente movimento de oposição no país. Mesmo quando a Revolução de Veludo eclodiu, Jakeš recusou-se a considerar quaisquer conversações sérias com a oposição. Como consequência, renunciou a presidência do Partido Comunista da Checoslováquia, juntamente com outros altos membros do partido, em novembro de 1989.